# Enumeració
L'enumeració és un recurs literari que consisteix a acumular paraules en forma de llista seguida, per exemple adjectius per descriure un fet, verbs d'acció o elements que hi ha en un lloc. Els elements se separen per comes o nexes i ajuden a explicar l'objecte o esdeveniment descrit aportant característiques complementàries. El ritme de l'obra s'accelera en l'enumeració i pot acabar en un clímax o element clau.